# Národní park Gunung Leuser
Národní park Gunung Leuser je indonéský národní park v provinciích Ačeh a Severní Sumatra.

## Geografie
Park má rozlohu více než 8 300 km2. Nadmořská výška se zde pohybuje od hladiny moře po více než 3 000 metrů, terén je většinou strmý až velmi strmý. Na území parku se nachází stejnojmenný stratovulkán o nadmořské výšce 3 119 metrů. Klima je teplé a vlhké, roční úhrny srážek se pohybují od 1 500 do 3 500 mm. Vegetační pokryv na základě toho tvoří nížinné až vysokohorské deštné lesy, park však chrání i některé jiné ekosystémy, včetně rašelinišť. Oblast odvodňuje osm toků a rozkládají se zde jezera Laot Bangko a Marpunge.

## Flóra a fauna

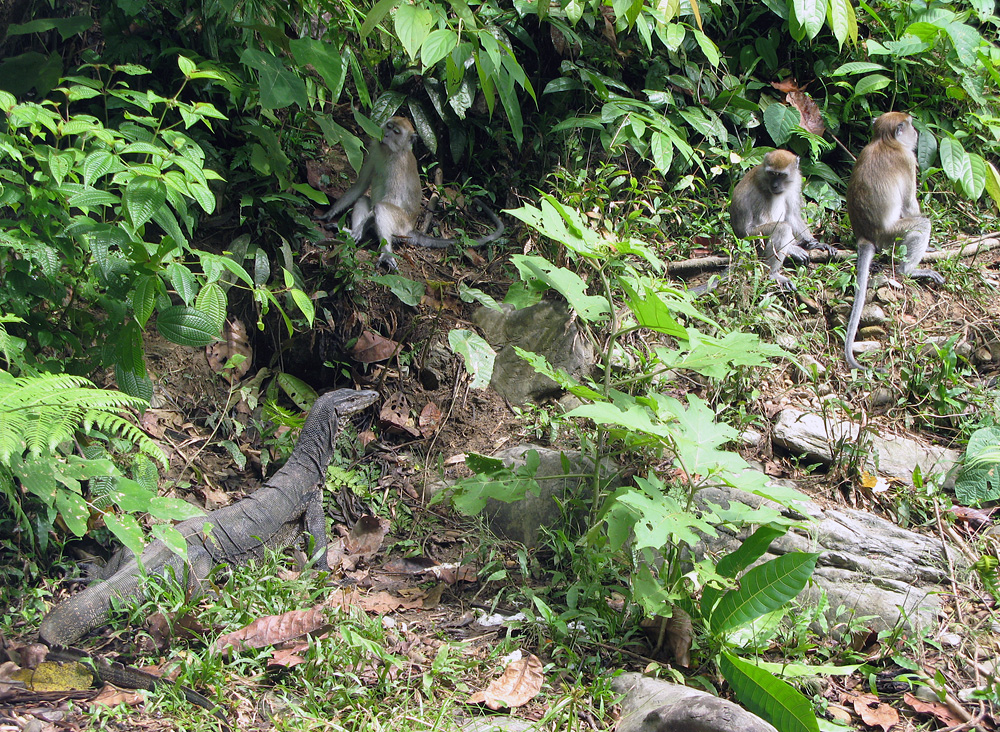
Varan sledující tlupu opic v NP Gunung Leuser

Park skýtá vysokou úroveň biodiverzity. Roste zde více než 4 000 druhů rostlin, tropickým lesům dominují zejména stromy z čeledí dvojkřídláčovité (Dipterocarpaceae), přesličníkovité (Casuarinaceae) či morušovníkovité (Moraceae), na něž je vázána řada epifytů. Z pozoruhodných rostlin lze zmínit například masožravé láčkovky (Nepenthes), 3 z 15 zástupců rodu Rafflesia a zmijovec titánský (Amorphophallus titanum), rostlinu s největším nevětveným květenstvím na světě. 
Na území parku byla zjištěna přítomnost více než 350 druhů ptáků a 80 druhů savců. Vlajkovými zvířaty parku jsou čtyři velcí savci, a sice slon sumaterský (Elephas maximus sumatranus), tygr sumaterský (Panthera tigris sumatrae), nosorožec sumaterský (Dicerorhinus sumatrensis) a orangutan sumaterský (Pongo abelii). Jde o jediný region, kde tato ohrožená zvířata společně přežívají. Park dále poskytuje domov např. hulmanům ebenovým (Presbytis thomasi), již se vyskytují výhradně na Sumatře, anebo gibonům lar (Hylobates lar).

## Ochrana
Nejstarší snahy o ochranu území dnešního národního parku sahají až do 20. let 20. století, když bylo ještě součástí Nizozemské východní Indie. Národním parkem je od roku 1980 a od roku 2004 společně s národními parky Bukit Barisan Selatan a Kerinci Seblat tvoří součást přírodního dědictví UNESCO: tropický deštný les Sumatry. Od roku 2011 je však na seznamu světového dědictví v ohrožení kvůli pytláctví, nelegální těžbě dřeva, zemědělství a plánům na vybudování dopravní infrastruktury. Na území národního parku, resp. v jeho blízkosti žije více než 4 miliony lidí různých etnik. Asi 97 % místních se živí pěstováním plodin a rybolovem.
Park spravuje výzkumnou stanici Ketambe, již vybudoval holandský přírodovědec Dr. Herman D. Rijksen v roce 1971. Jde o první výzkumnou stanici pro orangutany, vyjma nich se soustředí rovněž na ochranu dalších ohrožených zvířat, jako je pytláky pronásledovaný zoborožec přílbový (Rhinoplax vigil).